# L'ultimo tango (film 1918)
L'ultimo tamgo (Последнее танго, Poslednee tango) è un film muto del 1918 diretto da Vjačeslav Viskovskij.

## Produzione
Del film, considerato perduto, sono sopravvissuti solo dieci minuti.